# Andessjakohoen
De Andessjakohoen (Penelope montagnii) is een vogel uit de familie sjakohoenders en hokko's (Cracidae). De wetenschappelijke naam van de soort is voor het eerst geldig gepubliceerd in 1856 door Bonaparte.

## Voorkomen
De soort komt voor van Colombia tot Bolivia en telt 5 ondersoorten:
- P. m. montagnii: noordelijk en centraal Colombia en noordwestelijk Venezuela.
- P. m. atrogularis: zuidwestelijk Colombia en westelijk Ecuador.
- P. m. brooki: zuidelijk Colombia en oostelijk Ecuador.
- P. m. plumosa: centraal Peru.
- P. m. sclateri: centraal Bolivia.

## Beschermingsstatus
Op de Rode Lijst van de IUCN heeft de soort de status veilig.